# Los viejos estandartes

Bandeira do Chile

Los Viejos Estandartes é a marcha e hino oficial do exército do Chile.

## Origem
A marcha Los Viejos Estandartes foi inspirada no retorno do general Manuel Baquedano à cidade de Valparaíso em 1881. A letra foi composta por Jorge Inostroza e a música por Willy Bascuñán. Junto com este hino, em cerimônias oficiais, foi utilizado durante décadas o Hino Yungay.

## Letra
I
Cesó el tronar de cañones
las trincheras están silentes,
y por los caminos del norte
vuelven los batallones,
vuelven los escuadrones,
a Chile y a sus viejos amores.
En sus victoriosas banderas
traen mil recuerdos de glorias
balas desgarraron sus sedas
y sus estrellas muestran
y sus estrellas muestran
honrosas cicatrices de guerra.
II
Cruzan bajo arcos triunfales,
tras de sus bravos generales,
y aunque pasan heridos
van marchando marciales,
van sonriendo viriles,
y retornan invictos,
Pasan los viejos estandartes
que en las batallas combatieron,
y que empapados en sangre
a los soldados guiaron
y a los muertos cubrieron
como mortajas nobles.
Coro
Ahí van los infantes de bronce,
fuego artilleros de hierro,
y al viento sus sables y lanzas,
a la carga...
los jinetes de plata!